# Gareth Morgan
Gareth Morgan, de nationalité britannique (Pays de Galles, 22 décembre 1943) est un théoricien des organisations, un consultant en management.
Distinguished Research Professor à l'Université York (Toronto), Il est connu pour être le créateur du concept de « Métaphore organisationnelle » et l'auteur du best-seller « Images of Organization ».

## Biographie
En 1965 Morgan obtient le BSc en économie de la London School of Economics and Political Science. Il suit des enseignements en Science des Organisations à l'Université du Texas dans la fin des années 1960, qui lui laissent une impression mitigée.
Dans les années 1960, il occupe un premier emploi de comptable dans un gouvernement local. Vers les années 1980, il se met à l'écriture et publie un premier ouvrage (1983) : « Au-delà de la Méthode : Stratégies pour une recherche sociale » (Beyond method: strategies for social research) .
À la fin de la décennie 80, il est nommé Distinguished Research Professor à Toronto (Faculty of Administrative Studies de l'Université York) et, son nouvel ouvrage, Images of Organization devient un best-seller mondial, traduit en près de 15 langues.
Morgan fonde son cabinet de consultants : NewMindsets Inc et devient membre (Life Fellow) de l'International Academy of Management.

## Œuvre

### Images de l'Organisation
Durant les années 1980, dans le domaine des études organisationnelles, une attention croissante est portée à la compréhension des postulats qui accompagnent et affectent les analystes dans leurs efforts d'investigation. 

Morgan introduit « l'"Imaginization" » comme nouvel accès à la réflexion et à l'organisation. 
Son livre « Images of Organization » introduit l'usage de ce qu'il appelle la métaphore pour comprendre et traiter les problèmes organisationnels. 
Plusieurs métaphores sont ainsi définies qui peuvent servir à décrire les organisations :
| Type                     | Image essentielle : l'organisation est ...                                                                  | Métaphore                    | Auteurs et dates-clés                                                       | Vocabulaire                                                      | Domaines de gestion influencés                                 |
| ------------------------ | --- | ---------------------------- | --------------------------------------------------------------------------- | ---------------------------------------------------------------- | -------------------------------------------------------------- |
| Machine                  | Un mécanisme dont les rouages doivent être huilés, et où chacun doit être à sa place                        | Mécanique (une bureaucratie) | Frederick Taylor (1911), Henri Fayol (1916), Max Weber (1947) (Franz Kafka) | Maitrise, contrôle, rouage, pilotage                             | Production, contrôle de gestion, comptabilité                  |
| Organisme vivant         | Un système qui s'adapte à son environnement                                                                 | Biologique                   | L von Bertalanffy (1951), J Melese                                          | Cellule, système                                                 | Informatique, Organisation, Marketing                          |
| Cerveau                  | Un cerveau qui rassemble et traite de l'information et commande les organes                                 | Biologique et Cybernétique   | Herbert Simon (1947), S Beer (1972)                                         | Système nerveux, connexions, rétroaction                         | Informatique, Système d'information                            |
| Culture                  | Un groupe, un peuple qui secrète des valeurs communes et qui crée des liens d'appartenance                  | Anthropologique              | Edgar Schein (1987)                                                         | Culture d'atelier, d'entreprise, tribus, mythes et héros         | Gestion des Hommes, communication                              |
| Système politique        | Un lieu de gouvernement où les individus s'allient et s'opposent dans la défense de leurs intérêts          | Politique                    | J March et H Simon (1958), M Crozier et Friedberg (1977)                    | Pouvoir, gouvernement, acteurs, intérêts, influences, stratégies | Direction générale, gestion des hommes, stratégie d'entreprise |
| "Prison mentale"         | Un lieu où le psychisme humain se manifeste, où les passions s'expriment, créateur de plaisir et d'angoisse | Psychologique                | Elliott Jaques (1951), M Pages, Eugène Enriquez (1974)                      | Dépendance, stress, pulsion, inconscient, bouc émissaire         | Gestion des Hommes, Management                                 |
| Instrument de domination | Un outil au service d'une oligarchie, qui cherche à reproduire sa domination                                | Politique                    | R. Michels (1911), H. Braverman                                             | Caste, domination, pouvoir                                       | Relations sociales                                             |
| ———————                  | ———————— | —————————                    | ———————————                                                                 | ———5———                                                          | ——————————                                                     |

## Impact sur les voies d'approche et d'analyse des organisations
Ces métaphores ne sont pas destinées à faire figure de synthèse (Morgan juge la chose impossible pour l'instant). Par contre elles peuvent être utilisées de manière indépendante ou combinée pour mieux cadrer le processus de formation de la perception des entités et des problèmes organisationnels. 
Selon Yves-Frédéric Livian, « plusieurs voies sont possibles pour approcher les organisations, leur complexité est telle que l'on peut chausser plusieurs types de lunettes pour les regarder. 
Leur analyse a fait l'objet de nombreuses théories. Et plutôt que de les passer systématiquement en revue », Yves-Frédéric Livian met en avant l'approche de Gareth Morgan : « Cette présentation a un énorme avantage : elle renvoie à des théories (...) qui ne sont pas classées de manière chronologique (on rompt avec la présentation naïve : il était une fois le taylorisme, puis sont venues les relations humaines, etc.) On peut aujourd'hui utiliser l'une ou l'autre de ces images (...) avec des concepts et des pratiques issus de chaque image, dont il importe de prendre bien conscience . 
Chaque auteur, chaque spécialiste prétend à l'universalité de son approche, mais en fait, on ne doit pas - même si l'auteur ne le dit pas- oublier qu'elle est fondée sur une représentation de ce qu'est l'organisation, qui a son intérêt et ses limites . »

## Publications
- 1983 : Beyond method: strategies for social research
- 1986 : "Imaginization" is a way of thinking and organizing
- 1989 : Creative organization theory: a resourcebook
- 1998 : Images of Organization (en) Réédition 2006  (ISBN 1412939798), traduction française Images de l'Organisation en 1999  (ISBN 2763775713)